# Kim Ki-tae (Ruderer)
Kim Ki-tae (* 14. November 1952) ist ein ehemaliger nordkoreanischer Ruderer.

## Biografie
Kim Ki-tae startete bei den Olympischen Sommerspielen 1972 in München zusammen mit Ham Il-nyon, Kim Un-son und Hong Song-su in der Vierer-ohne-Steuermann-Regatta. Das Boot schied vorzeitig aus.